# پاتریک موناهان
پاتریک موناهان (انگلیسی: Patrick Monahan؛ زادهٔ ۲۸ فوریهٔ ۱۹۶۹) یک موسیقی‌دان اهل ایالات متحده آمریکا است.